# Классификация тюркских языков
Классификация тю́ркских языков — известная проблема компаративистики, состоящая в возможности детального членения тюркской языковой семьи. Существует значительное количество вариантов классификации, построенных на различном соотношении классификационных признаков, таких как фонетические, грамматические и лексические особенности, географический и исторический критерии.

## Исследование проблемы
Тюркология располагает целым рядом классификационных схем, предлагавшихся различными учеными и построенных на разных принципах. Среди них классификации В. В. Радлова, Н. И. Ильминского, Н. Ф. Катанова, Ф. Е. Корша, Г. Х. Ахатова, Н. А. Баскакова, А. Н. Самойловича, В. А. Богородицкого, С. Е. Малова, Н. А. Аристова, Г. И. Рамстеда, М. Рясянена, И. Н. Березина, В. Шмидта, М. Т. Дьячка, и др. Среди наиболее ранних (X—XI вв.) следовало бы упомянуть классификацию Махмуда ал-Кашгари. Принципы классификационных схем варьируют в зависимости от удельного веса принимаемых дифференциальных лингвистических признаков, учета географического признака, а также данных истории тюркских народов. До недавнего времени ни одна классификация не была сделана с последовательным применением компаративистического метода и не могла претендовать на роль генетической. Лишь в последние годы появились классификации, использующие соответствующие методы: фоно-морфостатистическая О. А. Мудрака и лексикостатистическая А. В. Дыбо.
Обследование двух наборов стословников и установление относительной хронологии генеалогических древ тюркских языков на основе лексико-статистических данных, проведённое А. В. Дыбо, показали, что начало распада пратюркского языка связано с отделением чувашского от других языков, обычно определяемое как отделение огурской группы. На обоих генеалогических древах соответствующий первый узел датируется около −30 — 0 гг. до н. э. А. В. Дыбо связывает эту дату с миграцией части хунну из Западной Монголии на запад, через северный Синьцзян в Южный Казахстан, на Сыр-Дарью в 56 г. до н. э.

Первый узел обоих наших генеалогических древ — это отделение чувашского от других языков, обычно определяемое как отделение булгарской группы.
— А. В. Дыбо
И. Л. Кызласов, вслед за Г. Дёфтером, упрекает лингвистов в увлечённости идеей тюркоязычности гуннов в сравнительно-исторических исследованиях тюркских языков, указывая на возникающие противоречия при попытках увязать лексико-статистические данные с построениями исторической науки.

Основные лингвистические события, восстанавливаемые для пратюркской и общетюркской эпох, также неукоснительно увязываются языковедами с политической жизнью центральноазиатских гуннов: распад пратюркского единства — с миграцией их части на запад в 56 г. до н. э., несовпадение этой даты с глоттохронологической — с разделением гуннов на северных и южных в 48 г. н. э. (с домысливанием их последующего слияния в Казахстане и в Семиречье), контакт с енисейцами и самодийцами — с завоеваниями Маодуня (Модэ-шаньюя) в III в. до н. э. (с предложением в угоду сему пересмотреть прасамодийскую глоттохронологию) и т. д. (Дыбо А. В., 2006а, с. 773, 776, 777, 789, 790; 2006в, с. 53, 54; 2007, с. 66, 75). Постоянно возникающие при этом неувязки не останавливают исследователей.
— Кызласов И. Л.
Довольно сильное отличие чувашского языка (и в меньшей степени халаджского) от других тюркских языков отмечает итальянский историк и филолог Igor de Rachewiltz. Чувашский язык не разделяет некоторые из общих характеристик тюркских языков до такой степени, отмечает Igor de Rachewiltz, что некоторые учёные считают его независимым членом алтайской семьи, как тюркские или монгольские языки, а объединения чувашского с тюркскими языками было компромиссным решением в целях классификации.
Собственно тюркские, учитывая по возможности все известные на сегодняшний момент идиомы, можно было бы разделить на:
- языки рунических надписей;
- горно-алтайские (центрально-восточные) языки;
- карлукские языки — карлукско-уйгурские и карлукско-хорезмийские;
- кыпчакские языки;
- огузские языки;
- саянские (тобаские) языки;
- хакасские (кыргызские) языки;
- якутские языки.

Не все из таксонов, однако, равноценны: центрально-восточные языки имеют значительное сходство одновременно с кыпчакскими и хакасскими, что препятствует однозначному отнесению их соответственно к первой или ко второй группе, хакасские со своей стороны также очень схожи с кыпчакскими; правомерность объединения карлукско-уйгурских и карлукско-хорезмийских (терминология Баскакова) не общепризнанна.

## Классификация Г. Х. Ахатова
Г. Ахатов разработал свою классификацию тюркских языков и диалектов, используя оптимизированные лингвистические методы исследований в анализе языковых особенностей и их общности в контексте исторического развития прототюркского субстрата. По мнению учёного, тюркские языки безусловно входят в алтайскую семью языков.
Мегагруппа (ветвь) тюркских языков алтайской языковой семьи (по Г. Х. Ахатову):
I. КЫПЧАКСКАЯ ГРУППА
- 1.1. КЫПЧАКСКО-БУЛГАРСКАЯ СУБГРУППА
  - 1.1.1. Татарский язык.
  - 1.1.2. Язык сибирских татар (западно-сибирский, восточносибирский диалекты).
  - 1.1.3. Башкирский язык.
- 1.2. АЛАНО-СКИФСКАЯ СУБГРУППА
  - 1.2.1. Карачаевский язык.
  - 1.2.2. Балкарский язык.
  - 1.2.3. Северные диалекты крымскотатарского языка.
- 1.3. АРАЛО-КАСПИЙСКАЯ СУБГРУППА
  - 1.3.1. Казахский язык.
  - 1.3.2. Киргизский язык.
  - 1.3.3. Каракалпакский язык.
  - 1.3.4. Ногайский язык.

II. БУЛГАРСКАЯ ГРУППА
- 2.1. БУЛГАРСКО-ЧУВАШСКАЯ СУБГРУППА
  - 2.1.1. Чувашский язык.

III. КЫПЧАКСКО-СРЕДНЕАЗИАТСКАЯ ГРУППА
- 3.1. КЫПЧАКСКО-УЙГУРСКАЯ СУБГРУППА
  - 3.1.1. Узбекский язык.
  - 3.1.2. Уйгурский язык.

IV. ОГУЗСКАЯ ГРУППА
- 4.1. ОГУЗСКО-ОСМАНСКАЯ СУБГРУППА
  - 4.1.1. Турецкий язык.
  - 4.1.2. Азербайджанский язык.
  - 4.1.3. Саларский язык.
  - 4.1.4. Гагаузский язык (Молдавия).
  - 4.1.5. Южные диалекты крымскотатарского языка.
- 4.2. ОГУЗСКО-ТУРКМЕНСКАЯ СУБГРУППА
  - 4.2.1. Гагаузский язык.
  - 4.2.2. Кумыкский язык.
  - 4.2.3. Туркменский язык.

V. СИБИРСКО-АЛТАЙСКАЯ ГРУППА
- 5.1. ЯКУТСКАЯ СУБГРУППА
  - 5.1.1. Якутский язык.
  - 5.1.2. Долганский язык.
- 5.2. КАРАГАССКО-ТУВИНСКАЯ СУБГРУППА
  - 5.2.1. Тувинский язык.
- 5.3. ХАКАССКАЯ СУБГРУППА
  - 5.3.1. Хакасский язык.
  - 5.3.2. Кюринский язык.
  - 5.3.3. Шорский язык.
  - 5.3.4. Северный диалекты алтайского языка.
  - 5.3.5. Сары-уйгурский язык (язык «желтых уйгуров»).
  - 5.3.6. Фуюйско-кыргызский язык.
- 5.4. АЛТАЙСКАЯ СУБГРУППА.
  - 5.4.1. Южные диалекты алтайского языка.

Как видно, татарский и башкирский языки объединены в кыпчакско-булгарскую субгруппу (подгруппу) кыпчакской группы. В то же время язык сибирских татар Ахатов дифференцирует на два больших диалекта татарского языка: западносибирский и восточносибирский — c учётом их более обособленного характера по отношению к другим диалектам татарского языка и выделяет их в отдельную позицию, обосновывая тем самым реальность татарского языкового кластера.
Общность субгруппы кыпчакской группы языков в фонетике, по мнению ученого, заключается в наличии в ней характерного вокализма, состоящего из девяти гласных, которые по своему характеру ближе к системе гласных булгарско-чувашской субгруппы огурской группы, куда отнесен чувашский язык, и отличаются от него лишь отсутствием в коренных словах звука, соответствующего русскому е (э), и наличием вместо него звука ə, а также специфической артикуляцией гласных неполного образования ы' и е', о' и ö'. В области же консонантизма языки кыпчакско-булгарской субгруппы кыпчакской группы отличаются от булгарско-чувашской субгруппы булгарской группы отсутствием палатализованных вариантов согласных фонем, которые имеют место в чувашском языке (п, п'; б, б'; т, т'; д, д' и пр.), и отсутствием таких согласных фонем, как ç, которая замещается либо й, либо ж, либо дж, и фонемы в, которая ранее отсутствовала в языках кыпчакско-булгарской субгруппы кыпчакской группы.
В рамках данной классификации Г. Ахатов разработал и обосновал диалектологическую классификацию татарского языка, представив её в «Татарской диалектологии» (1984), явившейся первым фундаментальным учебником в Советском Союзе в области татарской диалектологии.
Западный диалект татарского языка Ахатов подразделяет в своей диалектологической классификации на три группы говоров:
- «цокающая» группа говоров;
- «чокающая» группа говоров;
- «смешанная» группа говоров.

«Смешанная» группа говоров характеризуется почти параллельным употреблением Ч (тч) с ярко выраженным взрывным элементом и Ц, например: пытчак, пыцак (пычак — нож). Поэтому ученый выделил два говора (кузнецкий и хвалынский) в отдельную группу говоров мишарского диалекта и назвал «смешанной».
Полагая, что в основе татарского национального языка лежит средний диалект, Ахатов в книге «Татарская диалектология. Средний диалект» (1979) подчёркивает, что «было бы ошибкой полагать, что современный татарский литературный язык может быть отождествлён со средним диалектом. Вовсе не так. Здесь речь идет лишь об опорном, концентрирующем диалекте в образовании татарского национального языка».
В своей диалектологической классификации Ахатов даёт описание специфических особенностей фонетической системы, морфологии, грамматического строя всех говоров среднего диалекта. В этом диалекте им выделены следующие основные говоры:
Диалектологическая карта № 3 — из Диалектологического атласа татарского языка (Г. Х. Ахатов, 1965)
- заказанский;
- мензелинский;
- барангинский;
- дюртилинский;
- туймазинский;
- кигинский;
- бардымский;
- нукратский;
- камашлинский;
- касимовский;
- говор крещенных татар.

## Классификации А. В. Дыбо и О.А. Мудрака
Морфологическая классификация О.А. Мудрака, с одной стороны, постоянно уточняется, но с другой, консервативна в том плане, что сохраняет разделение тюркских на восточнотюркские (сибирские) и западнотюркские. Сибирские разделяются на якутские и саянские, с одной стороны, и хакасские и горно-алтайские (в их числе киргизский), с другой, а западнотюркские на карлукские, кыпчакские и огузские в одно и то же время, причем языки рунических надписей, караханидский, древнеуйгурский и халаджский отнесены к карлукским. Тем самым в остальном консервативная его классификация отличается именно привязкой древнетюркских письменных памятников к одной конкретной группе, карлукской. Саларский язык наиболее рано отделяется от остальных огузских. В пределах половецкой подгруппы кыпчакских ближайшими оказываются караимский и крымскотатарский, кумыкский и карачаево-балкарский. Тубаларский язык принадлежит к южноалтайским. В классификации отсутствуют некоторые идиомы, например, фуюйско-кыргызский язык, некоторые огузские и кыпчакские, потому что они плохо зафиксированы. По устному сообщению автора, традиционно выделяемый кондомский й-диалект шорского языка относится к северноалтайскому кластеру (или хакасскому). Под вопросом остается соотношение азербайджанского с туркменским и турецким на предмет большей близости.
Лексикостатистическая классификация А.В. Дыбо (использующая гораздо меньше языков), тоже постоянно уточняющаяся, кардинально отличается от классификации О.А. Мудрака, содержательно примерно совпадает с классификацией М.Т. Дьячка.
Принципиальными являются следующие моменты:
- отсутствие ближайшего родства якутского с саянскими и хакасскими, а огузских с карлукскими и кыпчакскими — это отдельные ветви, при современном уровне знаний не выводимые из орхоно-енисейских;
- карлукско-кыпчакские не разделяются на карлукские и кыпчакские как отдельные подгруппы — специфических признаков, противопоставляющих карлукские и кыпчакские, не существует, тем самым отсутствие или непоследовательность перехода г > в в заднерядном контексте в караимском, крымскотатарском (его среднем диалекте) или лобнорском (диалекте киргизского, а не уйгурского, как это обычно считается) является архаизмом, а не заимствованием, из традиционно выделяемых кыпчакских подгрупп сохранена только ногайская;
- хакасские языки — ближайшие родственники карлукско-кыпчакских, образующие с ними «центральную» группу.

В первоначальном варианте классификации — глоттохронологическом древе «по отредактированным спискам» (издание Э. Р. Тенишев, А. В. Дыбо (ред.). Сравнительно-историческая грамматика тюркских языков. Пратюркский язык-основа. Картина мира пратюркского этноса по данным языка. М., 2006):
- горно-алтайские языки без киргизского — часть хакасских (однако оговорено при рассмотрении фонетики центрально-восточных о фактической близости южнокиргизского к карлукско-кыпчакским), тубаларский язык принадлежит к южноалтайским;
- саянские — отдельная ветвь;
- огузские объединены с древнетюркским, караханидским и халаджским в «макроогузские» —

караханидский оказывается продолжением древнетюркского, но халаджский отдельным ответвлением;
- огузские разделены на западноогузские (турецкий, гагаузский) и восточноогузские (азербайджанский, туркменский и саларский, последние два ближе).

В последовавшем варианте (издание А. В. Дыбо. Лингвистические контакты ранних тюрков. Лексический фонд. Пратюркский период. М., 2007):
- центрально-восточные (киргизско-кыпчакские) языки и тубаларский фигурируют как карлукско-кыпчакские, северноалтайские ответвляются чуть раньше, но в целом это достаточно монолитное объединение;
- «макроогузские» как таксон ликвидированы, но огузские на построенном генеалогическом древе оказываются в той же группе, что и хакасские и карлукско-кыпчакские (в том числе северноалтайские), более того, ближе к ним, нежели хакасские (обозначенные как «кыркызские»), — по собственному свидетельству автора, это ошибка, что видно и так, поскольку в рассматриваемой работе отрицается единство огузских и карлукско-кыпчакских даже за пределами объединенных хакасских и карлукско-кыпчакских.

Дальнейшие уточнения, делаемые в основном с устных сообщений автора, таковы:
- халаджский (аргу) язык является продолжением речи, в письменном виде засвидетельствованной как караханидский и древнеуйгурский язык, все эти идиомы составляют карлукско-уйгурскую группу — следующее после древнетюркских и ранее хакасских ответвление «центральных» тюркских;
- в саянских обнаруживаются некоторые изоглоссы, показывающие, что эти языки могли быть самым первым ответвлением «центральных», но это ещё нуждается в существенном уточнении;
- в древнетюркских памятниках прослеживаются диалектные различия, присутствующие во всех таксонах «центральных»;
- есть хакасские диалекты, сохраняющие противопоставление рефлексов пратюркских ŕ и d (ŕ > z, но d > ð, как в древнеуйгурском, караханидском и халаджском);
- так называемые й-диалекты чулымского и шорского являются частью северноалтайского кластера;
- центрально-восточные, или горно-алтайские (куда, кроме северноалтайского, южноалтайского и севернокиргизского, относятся, возможно, и приписываемые к новоуйгурскому лобнорский, хотонский и частично южнокиргизские диалекты) теоретически составляют единую подгруппу уровня ногайской, но практически обосновать это сложно, поскольку наблюдаются подскоки северноалтайского и южноалтайского с хакасскими, лобнорского и хотонского (а также огузского саларского и хакасского сарыг-югурского) с новоуйгурским, а южнокиргизских с ногайскими;
- карлукско-кыпчакские теоретически распадаются на центрально-восточные, ногайские и половецкие, причем по происхождению ногайскими могут быть наверняка башкирский (кроме северо-западного диалекта — татарского) и с некоторой вероятностью карачаево-балкарский (ряд диалектов), татарский, сибирско-татарский, карлукские узбекский и уйгурский принадлежат к половецким;
- сибирско-татарский не является диалектом татарского даже исторически;
- огузские и якутские языки не являются «центральными»;
- разделение огузских на восточные и западные практически не соответствует действительности — наиболее ранним ответвлением является саларский язык (еще более ранним печенежский), остальные образуют диалектный континуум и языковые кластеры;
- отсутствие в генеалогическом древе крымскотатарского языка обусловлено сложностью его описания (это карлукско-кыпчакский язык, но со значительным огузским воздействием), отсутствие других (например, чулымского) обусловлено недостаточностью имеющихся данных.

## Классификация М. Т. Дьячка
М. Т. Дьячок разделяет все тюркские на булгарские, якутские, саянские (в его номенклатуре: тувинские) и западные (оставшиеся). Булгарские при этом у него древнейшими не признаются.

## Классификация Махмуда Кашгари
В книге Махмуда Кашгари «Диван лугат ат-турк» («Словарь тюркских наречий») среди прочего идет перечисление различных тюркских племен, упоминаются, например этнонимы огуз, кыпчак, карлук, булгар, кыргыз.

## Новейшие классификации
В 1980 году турецкий учёный Талат Текин предложил классификацию, основанную на шести фонетических признаках, по которой тюркские языки разделяются на 12 групп.
В 1999 году немецкий исследователь Клаус Шёниг, основываясь на большем числе признаков, провел весьма дробную классификацию.
Различные варианты новейшей классификации тюркской языковой семьи представлены во «Введении в компаративистику» (2001) и «Сравнительно-историческом языкознании» (2001) авторства С. А. Бурлак и С. А. Старостина, трудах А. В. Дыбо и О. А. Мудрака, М. Т. Дьячка, в коллективных монографиях «Сравнительно-историческая грамматика тюркских языков. Региональные реконструкции» (2002) и «Сравнительно-историческая грамматика тюркских языков. Пратюркский язык-основа. Картина мира пратюркского этноса по данным языка» (2006). Классификация О. А. Мудрака основана на фоно-морфостатистическом принципе, классификация А. В. Дыбо — на лексикостатистическом.

## Проблемы классификации
Не утихают научные дискуссии по принадлежности и соотношению языков и их диалектов внутри тюркских языков. Так, например, в своем классическом фундаментальном научном труде «Диалект западно-сибирских татар» (1963) Г. Х. Ахатов представил материалы по территориальному расселению тоболо-иртышских татар в Тюменской и Омской областях. Подвергнув всестороннему комплексному анализу фонетическую систему, лексический состав и грамматический строй, учёный пришел к выводу, что язык сибирских татар представляет собой один самостоятельный диалект, он не делится на говоры и является одним из древнейших тюркских языков. Тем не менее, первоначально В. А. Богородицкий язык сибирских татар относил к западносибирской группе тюркских языков, куда он относил также чулымских, барабинских, тобольских, ишимских, тюменских и туринских татар.
Проведение границ внутри многих тюркских, в особенности мельчайших, объединений затруднено:
- затруднена дифференциация языка и диалекта — фактически тюркские языки на всех этапах членения обнаруживают ситуацию диасистемы, диалектного континуума, языкового кластера и/или языкового комплекса, в то же самое время существуют различные этнолекты, трактующиеся как самостоятельные языки;
- описываются как диалекты одного языка принадлежащие к различным подгруппам идиомы (тюркские смешанные языки).

Общепризнаны огузская, саянская и в некоторой мере хакасская группы, наименее признана северноалтайская. Распространено разделение тюркских на западные (западнохуннские) и восточные (восточнохуннские), но не все согласны, что оно имеет генетический характер.
По некоторым классификационным единицам — историческим и современным — крайне мало достоверных сведений. Так, практически ничего не известно про исторические языки огурской подгруппы. Про хазарский язык предполагается, что он был близок чувашскому языку — см. Лингвистический энциклопедический словарь, М. 1990 — и собственно булгарскому. Сведения базируются на свидетельстве арабских авторов ал-Истахри и Ибн-Хаукаля, которые отмечали схожесть языков булгар и хазар с одной стороны, и непохожесть хазарского языка на наречия остальных тюрков — с другой. Принадлежность печенежского языка к огузским предполагается на основании прежде всего самого этнонима печенеги, сопоставляемого с огузским обозначением свояка baʤanaq. Из современных малоописанными являются сирийско-туркменский, локальные диалекты ногайского и в особенности восточные тюркские, фуюйско-кыргызский, например.
Неоднозначным остается вопрос соотношения между собой выделенных групп собственно тюркской ветви, в том числе соотношение современных языков с языками рунических памятников.
Некоторые языки были открыты относительно недавно (фуюйско-кыргызский, например). Халаджский язык был обнаружен Г. Дёрфером в 1970-х гг. и отождествлен в 1987 с упоминавшимся его предшественниками (Баскаковым, Мелиоранским и т. д.) аргу.
Стоит также упомянуть возникшие из-за допущенных ошибок предметы дискуссий:
- споры о генетической принадлежности древнебулгарского языка: дискуссия изначально лишена смысла, так как булгарский язык, ставший основой современного чувашского, относится к древнейшей огурской (булгарской) ветви, а литературный язык татар и башкир исторически является региональным вариантом языка тюрки;
- отождествление гагаузского языка (в том числе его архаичного балканского варианта) с печенежским: печенежский язык полностью вымер уже к средневековью, современный же гагаузский язык, по существу, — не что иное как продолжение балканских диалектов турецкого языка;
- отнесение саларского языка к саянским[17]; саларский язык, безусловно, огузский, но в результате контактов имеет много заимствований из сибирского ареала, в том числе особенности консонантизма и слова adığ вместо aju 'медведь' и jalaŋadax 'босоногий' наравне с исконным ajax'нога' (ср. тат. «яланаяк»);
- причисление сарыг-югурского языка к карлукским (в том числе трактовка как диалекта уйгурского) — сходство является результатом языковых контактов;
- смешивание различных идиомов, например, кумандинского и тубаларского, среднечулымских и нижнечулымских диалектов при описании так называемых диалектов кюэрик и кецик или исторических орхоно-уйгурского и древнеуйгурского.

## Основные принципы разделения
Общепризнанным является противопоставление чувашского языка и всей огурской («булгарской») группы в целом остальным тюркским по признакам ротацизма, ламбдаизма и отражения пратюркского -d-. Необходимо, однако, отметить, что такое противопоставление не является чисто лингвистическим, поскольку эти особенности присущи в некоторой мере и остальным тюркским; в огурских же эти признаки проявляются наиболее последовательно.
Обосновано выделение в отдельную группу также якутской диалектной зоны, представленной собственно якутским и долганским языками.